# Coxyde-Village
Pour les articles homonymes, voir Coxyde et Coxyde-les-Bains.
Coxyde-Village (en néerlandais : Koksijde-Dorp) est un village de la commune belge de Coxyde située en Région flamande dans la province de Flandre-Occidentale.
Son église est l'église Saint-Pierre.